# Epochenbiografie
Eine Epochenbiografie ist ein biografisches Nachschlagewerk, das sich bei der Auswahl der dargestellten Personen auf einen geschichtlichen Zeitabschnitt, beispielsweise eine bestimmte Epoche oder Periode beschränkt. Eine einheitliche Nationalbiografie kann bei Nationen, deren Geschichte eine starke Periodisierung aufweist, durch eine Gruppe von Epochenbiografien ersetzt werden, ein Beispiel dafür ist China, bei dem die meisten biografischen Nachschlagewerke sich auf bestimmte Epochen beschränken (Beispiele: Herbert Franke: Sung biographies. Wiesbaden 1976; L. Carrington Goodrich: Dictionary of Ming biography. New York 1976).
Gewöhnlich bildet eine Epochenbiografie eine Schnittmenge zwischen einem Zeitabschnitt und einem oder mehreren weiteren Merkmalen, so etwa die oben erwähnte Kombination von Epochen- und Nationalbiografie oder Kombinationen von Epochen-, Regional- und Gruppenbiografie (Beispiel: Jürgen Mittag: Die württembergische SPD in der Weimarer Republik. Vierow bei Greifswald 1997).